# Luca Enoch
Luca Enoch (Milano, 12 giugno 1962) è un fumettista italiano.

## Biografia
Appena nato si trasferisce con la famiglia a Monza, per poi tornare a Milano solo nel 1992. Nel 1994 si sposa, nel 1998 nasce la sua prima figlia e nel 2001 il secondo.
Terminato il liceo scientifico si dedica all'attività di grafico e illustratore, sia editoriale sia pubblicitario. Il suo esordio come autore di fumetti avviene nel 1990, al Convegno Internazionale del Fumetto e del Fantastico di Prato, dove vince il primo premio con una storia intitolata Raptus. Nel luglio del 1991 pubblica una storia sul n. 10 della fanzine di Fumo di china, intitolata Eliah, cui farà seguito un secondo episodio. Nel giugno del 1992 esordisce professionalmente sul n. 6 dell'Intrepido con la storia Berserk e, dal n. 14, sulla stessa rivista pubblica la serie Sprayliz; sempre per Intrepido crea il personaggio Piotr il pornoconiglio, ispirato a Fritz il gatto di Robert Crumb. Per la rivista Action pubblica poi Ninja Boy e Skaters (che riapparirà poi su L'isola che non c'è). Quando Intrepido chiude, la serie Sprayliz continua a essere pubblicata, in formato pocket, dalla Star Comics per 11 numeri.

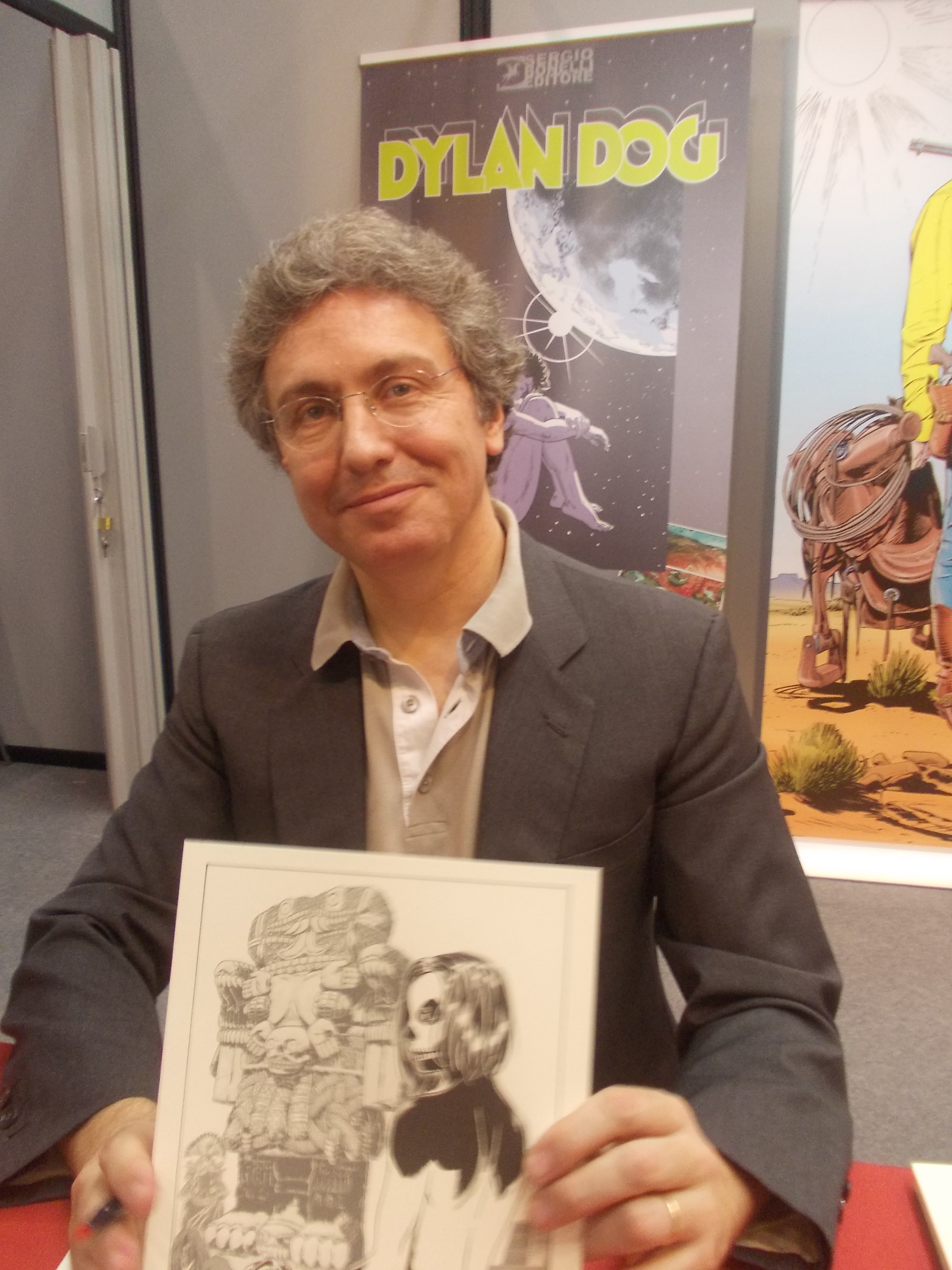
Luca Enoch durante l'esposizione Romics nell'ottobre del 2014

Nel 1995 si aggiudica il premio di Fumo di China come miglior autore completo, mentre a Sprayliz vanno i premi di miglior personaggio e di miglior testata. Ma ciò avviene proprio nel momento in cui la Star Comics decide di chiudere l'albo. Nel 1996 viene premiato anche dalla rivista IF, durante la manifestazione Cartoomics, come "promessa del fumetto italiano".
Nel 1994 idea il personaggio di Gea, una rockettara che vive nel mondo delle band giovanili ma il progetto non si concretizzerà fino al 1999. Dopo l'esperienza con la Star Comics collabora con la Sergio Bonelli Editore per la quale scrive e disegna alcuni numeri della serie Legs. Assieme a Stefano Vietti studia una nuova serie che si sarebbe dovuta chiamare Dragonero.
Nel 1999 Sergio Bonelli gli offre l'opportunità di realizzare Gea dopo averne modificato alcune caratteristiche (la rockettara ideata alle origini è trasformata in baluardo al servizio degli Arcangeli, una figura ricca di implicazioni mistiche ed esoteriche). Nonostante la connotazione fantastica l'autore non trascura nelle storie espliciti riferimenti all'attualità e al mondo reale. La serie assume una periodicità semestrale e si conclude, con il n. 18, dopo nove anni di pubblicazione.
I personaggi di Enoch sono protagonisti anche di una pubblicazione a fumetti dell'università Ca' Foscari che tratta il tema della disabilità (soggetto e sceneggiatura di Antonio Tripodi).
Nel 2001 inizia a pubblicare per l'editore francese Les Humanoides Associès Morgana, saga tecno-fantasy scritta con il disegnatore Mario Alberti.
Ha continuato a proporre Sprayliz per l'editore indipendente fiorentino Comics & Dintorni, pubblicando cinque albi autoprodotti. Per lo stesso editore pubblica PUTPURRI, raccolta di brevi racconti editi precedentemente su riviste e fanzine.
Dal gennaio del 2002 all'agosto del 2003 esce in esclusiva sul sito fuorispazio.net la serie di strisce di Daphne & Cloe.
Dal novembre 2005 Enoch è anche titolare di una rubrica aperiodica intitolata Amarcord, sul sito ComicUS.it, in cui si occupa di fumetti che lo hanno particolarmente influenzato. Nonostante l'autore dichiari che non ha intenti critici o storiografici, ma discorsivi, il taglio dei pezzi è di tipo analitico e oggettivo, seppur con notazioni di gusto personale, e mette in luce aspetti tecnici salienti del fumetto trattato.
Nel 2007 ha illustrato Il drago di ghiaccio di George R. R. Martin edito da Mondadori, e ha pubblicato con Les Humanoides Associès il primo albo di una nuova serie, Rangaku, con i disegni di Maurizio di Vincenzo. Nel giugno dello stesso anno, su incarico della Bonelli realizza, insieme ai colleghi Stefano Vietti e Giuseppe Matteoni, il romanzo a fumetti Dragonero che inaugura la nuova collana di storie autoconclusive intitolata Romanzi a fumetti Bonelli e che da giugno 2013 si è trasformato in una omonima serie a fumetti regolare, sempre ad opera di Vietti ed Enoch.
Nel novembre 2008 inizia la pubblicazione di Lilith, serie semestrale sempre per Sergio Bonelli Editore.
Il 13 ottobre 2015 è uscito il suo primo romanzo, Dragonero - Il risveglio del Potente, basato sulle avventure e le ambientazioni della fortunata serie Bonelli Dragonero. Il libro è uscito ad un anno di distanza dal precedente romanzo sul personaggio, La maledizione di Thule, scritto da Stefano Vietti, in cui Luca Enoch fece alcune illustrazioni.

## Opere

### Fumetti

#### Albi di Legs Weaver
- Antonio Serra (testi), Luca Enoch (disegni); Il tempio maledetto, in Legs Weaver n. 7, Sergio Bonelli Editore, gennaio 1995.
- Antonio Serra (testi), Luca Enoch (disegni); La regina bianca, in Speciale Legs Weaver n. 1, Sergio Bonelli Editore, novembre 1996.
- Luca Enoch (testi e disegni); Tre bambine in pericolo, in Legs Weaver n. 16, Sergio Bonelli Editore, marzo 1997.
- Luca Enoch (testi e disegni); Giustizia selvaggia, in Legs Weaver n. 25, Sergio Bonelli Editore, dicembre 1997.
- Luca Enoch (testi e disegni); La tribù perduta, in Legs Weaver n. 32, Sergio Bonelli Editore, luglio 1998.

#### Albi di Gea
- Luca Enoch (testi e disegni); Il baluardo, in Gea n. 1, Sergio Bonelli Editore, giugno 1999.
- Luca Enoch (testi e disegni); Il corteo di Dioniso, in Gea n. 2, Sergio Bonelli Editore, dicembre 1999.
- Luca Enoch (testi e disegni); Storie di spettri, in Gea n. 3, Sergio Bonelli Editore, giugno 2000.
- Luca Enoch (testi e disegni); Madre di violenza, in Gea n. 4, Sergio Bonelli Editore, novembre 2000.
- Luca Enoch (testi e disegni); La via del nero, in Gea n. 5, Sergio Bonelli Editore, giugno 2001.
- Luca Enoch (testi e disegni); L'orco, in Gea n. 6, Sergio Bonelli Editore, novembre 2001.
- Luca Enoch (testi e disegni); La crociata di Clive, in Gea n. 7, Sergio Bonelli Editore, giugno 2002.
- Luca Enoch (testi e disegni); Dove scorre l'acqua, in Gea n. 8, Sergio Bonelli Editore, novembre 2002.
- Luca Enoch (testi e disegni); Il figlio del tuono, in Gea n. 9, Sergio Bonelli Editore, giugno 2003.
- Luca Enoch (testi e disegni); L'intruso, in Gea n. 10, Sergio Bonelli Editore, novembre 2003.
- Luca Enoch (testi e disegni); Il baluardo impazzito, in Gea n. 11, Sergio Bonelli Editore, giugno 2004.
- Luca Enoch (testi e disegni); Il libro dei segreti svelati, in Gea n. 12, Sergio Bonelli Editore, novembre 2004.
- Luca Enoch (testi e disegni); La rottura del sigillo, in Gea n. 13, Sergio Bonelli Editore, giugno 2005.
- Luca Enoch (testi e disegni); Il crollo del portale, in Gea n. 14, Sergio Bonelli Editore, novembre 2005.
- Luca Enoch (testi e disegni); Verrà un'orda straniera, in Gea n. 15, Sergio Bonelli Editore, giugno 2006.
- Luca Enoch (testi e disegni); Inverno di guerra, in Gea n. 16, Sergio Bonelli Editore, novembre 2006.
- Luca Enoch (testi e disegni); Il tempo della mano crudele, in Gea n. 17, Sergio Bonelli Editore, giugno 2007.
- Luca Enoch (testi e disegni); La casa dei canti, in Gea n. 18, Sergio Bonelli Editore, novembre 2007.

#### Albi di Lilith
- Luca Enoch (testi e disegni); Il segno del Tricanto, in Lilith n. 1, Sergio Bonelli Editore, novembre 2008.
- Luca Enoch (testi e disegni); Il vessillo di Re Morte, in Lilith n. 2, Sergio Bonelli Editore, giugno 2009.
- Luca Enoch (testi e disegni); Il fronte di pietra, in Lilith n. 3, Sergio Bonelli Editore, novembre 2009.
- Luca Enoch (testi e disegni); Cavalcando con il diavolo, in Lilith n. 4, Sergio Bonelli Editore, giugno 2010.
- Luca Enoch (testi e disegni); Il mantello dell'orso, in Lilith n. 5, Sergio Bonelli Editore, novembre 2010.
- Luca Enoch (testi e disegni); Il re delle scimmie, in Lilith n. 6, Sergio Bonelli Editore, giugno 2011.
- Luca Enoch (testi e disegni); La signora dei giochi, in Lilith n. 7, Sergio Bonelli Editore, novembre 2011.
- Luca Enoch (testi e disegni); La grande battaglia, in Lilith n. 8, Sergio Bonelli Editore, giugno 2012.
- Luca Enoch (testi e disegni); Il mondo fluttuante, in Lilith n. 9, Sergio Bonelli Editore, novembre 2012.
- Luca Enoch (testi e disegni); Cuore di tenebre, in Lilith n. 10, Sergio Bonelli Editore, giugno 2013.
- Luca Enoch (testi e disegni); La fiamma e la falena, in Lilith n. 11, Sergio Bonelli Editore, novembre 2013.
- Luca Enoch (testi e disegni); Storia notturna, in Lilith n. 12, Sergio Bonelli Editore, giugno 2014.
- Luca Enoch (testi e disegni); La guerra dei fiori, in Lilith n. 13, Sergio Bonelli Editore, novembre 2014.
- Luca Enoch (testi e disegni); L'età della catastrofe, in Lilith n. 14, Sergio Bonelli Editore, giugno 2015.
- Luca Enoch (testi e disegni); Il fantasma di Albione, in Lilith n. 15, Sergio Bonelli Editore, novembre 2015.
- Luca Enoch (testi e disegni); Le due frontiere, in Lilith n. 16, Sergio Bonelli Editore, giugno 2016.
- Luca Enoch (testi e disegni), Il Grande Oriente, in Lilith n. 17, Sergio Bonelli Editore, novembre 2016.
- Luca Enoch (testi e disegni), La fine della caccia, in Lilith n. 18, Sergio Bonelli Editore, giugno 2017.

#### Morgana
- Luca Enoch (testi), Mario Alberti (disegni), Tra cielo e terra, in Morgana n. 1, Les Humanoides Associès, 2002
- Luca Enoch (testi), Mario Alberti (disegni), Le acque immobili, in morgana n. 2, Les Humanoides Associès, 2003
- Luca Enoch (testi), Mario Alberti (disegni) Le due fenici, in Morgana n. 3, Les Humanoides Associès, 2005
- Luca Enoch (testi), Mario Alberti (disegni), La voce degli eoni, in Morgana n. 4, Les Humanoides Associès, 2006

#### Rangaku
- Luca Enoch (testi), Maurizio Di Vincenzo (disegni), Rangaku, Les Humanoides Associès, 2007

#### Hit moll
- Luca Enoch (testi), Andrea Accardi (disegni), Hit moll, Edizioni BD, luglio 2011

#### La banda Stern
- Luca Enoch (testi), Claudio Stassi (disegni), La banda Stern, Rizzoli lizard, ottobre 2012

#### Albi di Dragonero

##### Serie regolare
- Luca Enoch e Stefano Vietti (testi), Giuseppe Matteoni (disegni); Il sangue del Drago, in Dragonero n. 1, Sergio Bonelli Editore, giugno 2013.
- Luca Enoch e Stefano Vietti (testi), Giuseppe Matteoni (disegni); Il segreto degli Alchimisti, in Dragonero n. 2, Sergio Bonelli Editore, luglio 2013.
- Luca Enoch e Stefano Vietti (testi), Giuseppe Matteoni (disegni); Gli Impuri, in Dragonero n. 3, Sergio Bonelli Editore, agosto 2013.
- Luca Enoch e Stefano Vietti (testi), Giuseppe Matteoni e Luca Malisan (disegni); La fortezza oscura, in Dragonero n. 4, Sergio Bonelli Editore, settembre 2013.
- Luca Enoch (testi), Andrea Bormida e Giacomo Pueroni (disegni); Il tocco che uccide, in Albi di Dragonero#Serie regolare n. 9, Sergio Bonelli Editore, febbraio 2014.
- Luca Enoch (testi), Gianluigi Gregorini (disegni); Le fosse dei Fargh, in Dragonero n. 10, Sergio Bonelli Editore, marzo 2014.
- Luca Enoch (testi), Gianluigi Gregorini (disegni); La regina degli Algenti, in Dragonero n. 11, Sergio Bonelli Editore, aprile 2014.
- Luca Enoch (testi), Cristiano Cucina (disegni); Minaccia dal profondo, in Dragonero n. 12, Sergio Bonelli Editore, maggio 2014.
- Luca Enoch (testi), Alfio Buscaglia (disegni); Nato dalle fiamme, in Dragonero n. 13, Sergio Bonelli Editore, giugno 2014.
- Luca Enoch (testi), Alfio Buscaglia e Walter Trono (disegni); Lo sguardo della bestia, in Dragonero n. 14, Sergio Bonelli Editore, luglio 2014.
- Luca Enoch (testi), Giancarlo Olivares (disegni); Intrighi a corte, in Dragonero n. 15, Sergio Bonelli Editore, agosto 2014.
- Luca Enoch (testi), Giancarlo Olivares (disegni); Discesa nell'Inframondo, in Dragonero n. 16, Sergio Bonelli Editore, settembre 2014.
- Luca Enoch (testi), Giuseppe De Luca (disegni); Faccia d'osso, in Dragonero n. 20, Sergio Bonelli Editore, gennaio 2015.
- Luca Enoch (testi), Walter Trono (disegni); L'uomo delle foreste, in Dragonero n. 22, Sergio Bonelli Editore, marzo 2015.
- Luca Enoch (testi), Walter Trono e Salvatore Porcaro (disegni); Sangue chiama sangue, in Dragonero n. 23, Sergio Bonelli Editore, aprile 2015.
- Luca Enoch (testi), Luca Malisan (disegni); Gli artigli del cervo, in Dragonero n. 27, Sergio Bonelli Editore, agosto 2015.
- Luca Enoch (testi), Gianluigi Gregorini (disegni); Il contagio, in Dragonero n. 30, Sergio Bonelli Editore, novembre 2015.
- Luca Enoch e Stefano Vietti (testi), Gianluigi Gregorini e Giancarlo Olivares (disegni); L'agonia di Yastrad, in Dragonero n. 31, Sergio Bonelli Editore, dicembre 2015.
- Luca Enoch (testi), Antonio Sarchione (disegni); La tratta delle schiave, in Dragonero n. 32, Sergio Bonelli Editore, gennaio 2016.
- Luca Enoch (testi), Cristiano Cucina (disegni); Il ritorno di Zehfir, in Dragonero n. 34, Sergio Bonelli Editore, marzo 2016.
- Luca Enoch e Mirko Perniola (testi), Salvatore Porcaro (disegni); Le Lame Nere, in Dragonero n. 36, Sergio Bonelli Editore, maggio 2016.
- Luca Enoch (testi), Gianluca Gugliotta e Emanuele Gizzi (disegni); Tagliatrice crudele, in Dragonero n. 39, Sergio Bonelli Editore, agosto 2016.
- Luca Enoch e Giovanni Eccher (testi), Antonella Platano (disegni); Il patto della strega, in Dragonero n. 42, Sergio Bonelli Editore, novembre 2016.
- Luca Enoch (testi), Francesco Rizzato e Emanuele Gizzi (disegni); Il dio cannibale, in Dragonero n. 44, Sergio Bonelli Editore, gennaio 2017.
- Luca Enoch (testi), Luca Malisan e Riccardo Crosa (disegni); Le ali dell'Erondár, in Dragonero n. 48, Sergio Bonelli Editore, maggio 2017.
- Luca Enoch (testi), Manolo Morrone e Luca Malisan (disegni); I sotterranei di Roccabruna, in Dragonero n. 49, Sergio Bonelli Editore, giugno 2017.
- Luca Enoch (testi), Salvatore Porcaro (disegni); L'inferno senza luce, in Dragonero n. 51, Sergio Bonelli Editore, agosto 2019.
- Luca Enoch (testi), Gianluigi Gregorini (disegni); Silenzio bianco, in Dragonero n. 52, Sergio Bonelli Editore, settembre 2017.
- Luca Enoch (testi), Walter Trono e Gianluigi Gregorini (disegni); La furia degli Algenti, in Dragonero n. 53, Sergio Bonelli Editore, ottobre 2019.
- Luca Enoch (testi), Giuseppe De Luca (disegni); Prigioniero!, in Dragonero n. 57, Sergio Bonelli Editore, febbraio 2018.
- Luca Enoch (testi), Antonella Platano (disegni); Il paese del non ritorno, in Dragonero n. 59, Sergio Bonelli Editore, aprile 2018.
- Luca Enoch (testi), Luca Enoch (disegni); Oltre le tempeste, in Dragonero n. 61, Sergio Bonelli Editore, giugno 2018.
- Luca Enoch (testi), Giancarlo Olivares (disegni); Ceneri di un impero, in Dragonero n. 63, Sergio Bonelli Editore, agosto 2018.
- Luca Enoch (testi), Walter Trono (disegni); Il demone sotto la pelle, in Dragonero n. 67, Sergio Bonelli Editore, dicembre 2018.
- Luca Enoch (testi), Salvatore Porcaro (disegni); Il pianto rosso, in Dragonero n. 72, Sergio Bonelli Editore, maggio 2019.
- Luca Enoch (testi), Gianluigi Gregorini (disegni); L'invasione delle tenebre, in Dragonero n. 73, Sergio Bonelli Editore, giugno 2019.
- Luca Enoch (testi), Luca Malisan (disegni); La Dama delle lacrime, in Dragonero n. 76, Sergio Bonelli Editore, settembre 2019.
- Luca Enoch (testi), Francesco Rizzato (disegni); Morte di un eroe, in Dragonero n. 77, Sergio Bonelli Editore, ottobre 2019.

##### Romanzi a fumetti Bonelli
- Luca Enoch e Stefano Vietti (testi), Giuseppe Matteoni (disegni); Dragonero, in Romanzi a fumetti Bonelli n. 1, Sergio Bonelli Editore, giugno 2007.

##### Speciale
- Luca Enoch (testi), Alessandro Bignamini (disegni); La principessa delle sabbie, in Speciale Dragonero n. 4, Sergio Bonelli Editore, agosto 2017.
- Luca Enoch (testi), Emanuele Gizzi (disegni); Le ali della Strige, in Speciale Dragonero n. 6, Sergio Bonelli Editore, luglio 2019.

##### Magazine
- Luca Enoch (testi), Cristiano Cucina (disegni); La cottura dello Smardjass, in Dragonero Magazine n. 2, Sergio Bonelli Editore, settembre 2016.
- Luca Enoch (testi), Riccardo Latina (disegni); Finale di torneo, in Dragonero Magazine n. 2, Sergio Bonelli Editore, settembre 2016.
- Luca Enoch (testi), Giancarlo Olivares (disegni); Tre tipi tosti, in Dragonero Magazine n. 4, Sergio Bonelli Editore, novembre 2018.

### Romanzi
- Luca Enoch, Dragonero - Il risveglio del Potente, in Dragonero, Mondadori, 2015, ISBN 9788804656166.

## Riconoscimenti
- Premio Yellow Kid al Salone Internazionale dei Comics (1999)